# Иван Кондев
Иван Цветков Миджилизов Кондев е български общественик, деец на Българското възраждане в Източна Македония.

## Биография
Кондев е роден в 1845 година в Мехомия, в Османската империя, днес в България. Брат е на Григор Кондев. Баща им Цветко Кондев е представител на българите в меджлиса (околийския административен съвет), откъдето идва второто им фамилно име. Завършва училището в Мехомия и се занимава със земеделие. Избран е за старейшина на Дългата махала след смъртта на баща си, а след две години става член на меджлиса. Заедно с брат си дава пари за прокарване на водопровод в Дългата махала, за улична настилка и други.